# Änkesyner

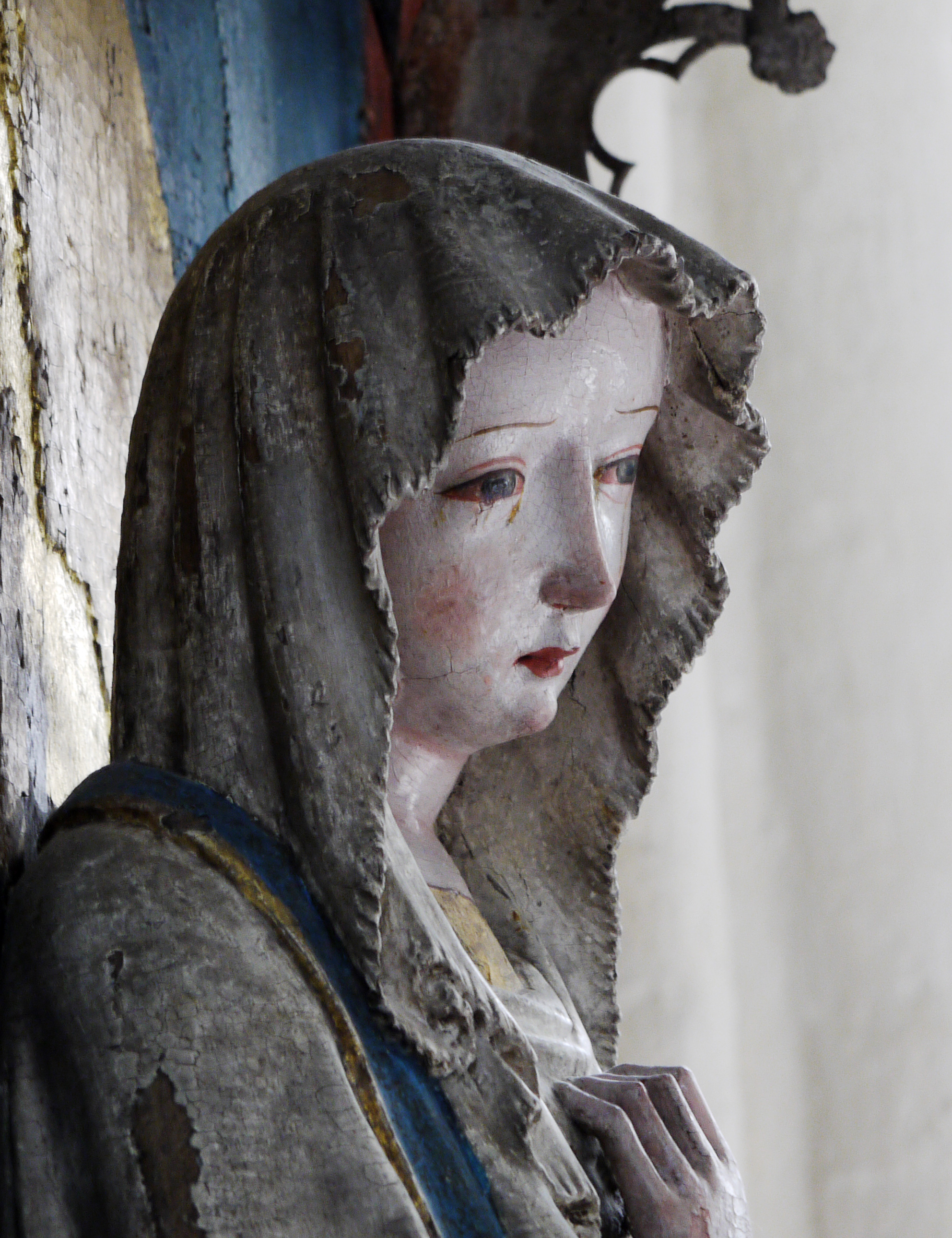
Skulptur i Askeby kyrka, föreställande den sörjande Jungfru Maria. Jungfru Maria sörjde emellertid sin son, inte sin man.

Änkesyner kallas förnimmelser av återseenden som en äldre efterlevande som mist sin livspartner kan uppleva. Förnimmelserna, vilka är en sorgeyttring, kan vara en närvarokänsla eller en upplevelse av ett samtal med den avlidne, men även att man hör ljud eller ser saker som är förknippade med den avlidne. Också upplevelser av beröring förekommer, men är ovanliga. Fenomenet är mycket vanligt, men underrapporterat, och upplevs i lika hög grad av män som kvinnor.